# Katrina Bowden
Pour les articles homonymes, voir Bowden.
Katrina Bowden est une actrice américaine née le 19 septembre 1988 à Wyckoff, dans le New Jersey (États-Unis).

## Biographie
Katrina Bowden joue le rôle de Cerie Xerox dans la série 30 Rock (2009), mais aussi dans les films Sex Drive (2008) et dans quelques clips comme Dance Dance de Fall Out Boy et After Hours de We Are Scientists.
En avril 2011, Katrina Bowden est élue Femme la plus sexy de l'année par les 2 millions de lecteurs du magazine Esquire.
Elle tient ensuite en 2012 un rôle dans le quatrième épisode de la série American Pie, où elle incarne Mia, la petite amie d'Oz, et un rôle phare, celui d'Allisson, de la comédie horrifique Tucker et Dale fightent le mal.
En 2013, elle joue dans la scène parodiant Evil Dead dans Scary Movie 5 où elle joue Natalie.

## Filmographie

### Cinéma
- 2008 : Sex Drive de Sean Anders : Ms. Tasty
- 2009 : Ratko: The Dictator's Son de Savage Steve Holland et Kevin Speckmaier : Holly
- 2009 : The Shortcut de Nicholaus Goossen : Christy
- 2012 : Tucker et Dale fightent le mal (Tucker & Dale vs Evil) de Eli Craig : Allison
- 2012 : American Pie 4 (American Reunion) de Jon Hurwitz et Hayden Schlossberg : Mia
- 2012 : Piranha 2 3D (Piranha 3DD) de John Gulager : Shelby
- 2012 : Hold Your Breath de Jared Cohn : Jerry
- 2013 : My Movie Project de James Duffy (segment "Super Hero Speed Dating") : Stacey
- 2013 : A True Story. Based on Things That Never Actually Happened. ...And Some That Did de Malcolm Goodwin : Deanna
- 2013 : Nurse (Nurse 3-D) de Douglas Aarniokoski : Danni
- 2013 : Scary Movie 5 de Malcolm D. Lee : Natalie
- 2016 : Monolith de Ivan Silvestrini : Sandra
- 2016 : Hard Sell de Sean Nalaboff : Bo
- 2016 : The Last Film Festival de Linda Yellen : Young Starlet
- 2018 : Killing Diaz de Cameron Fife : Deanna
- 2018 : Fishbowl California de Michael A. MacRae : Tess
- 2019 : The Divorce Party de Hughes William Thompson
- 2021 : Born a champion de Alex Ranarivelo : Layla
- 2021 : Great white : Kaz
- 2023 : Old Dads de Bill Burr
- 2024 : The Unholy Trinity de Richard Gray

### Télévision

#### Séries télévisées
- 2006 : On ne vit qu'une fois (One Life to Live) (2 épisodes) : Britney
- 2006 : New York, unité spéciale (Law & Order: Special Victims Unit) (saison 7, épisode 16) : Danna Simpson
- 2006-2013: 30 Rock : Cerie
- 2007 : Psych : Enquêteur malgré lui (Psych) (saison 1, épisode 15) : Coed
- 2010 : Ugly Betty (saison 4, épisode 14) : Heather
- 2010 : Pretend Time (saison 1, épisode 3) : Hillary
- 2011 : CollegeHumor Originals (saison 1, épisode 125) : Julie
- 2012 : New Girl (saison 1, épisode 19) : Holly
- 2015 : Public Morals (10 épisodes) : Fortune
- 2018 : Dirty John (saison 1, épisode 4) : Cindi
- 2019 : I Am the Night (saison 1, épisode 1) : Blonde Woman
- 2019-2022 : Amour, gloire et beauté (The Bold And The Beautiful) : Florence "Flo" Fulton Logan

#### Téléfilms
- 2005 : Fall Out Boy Makes a Video : Mean Girl
- 2007 : Quand ma vie bascule (Reckless Behavior: Caught on Tape) : Bronson Girl
- 2015 : J'ai tué ma meilleure amie (I Killed My BFF) : Shane Riley
- 2017 : Je suis innocente ! (Framed by My Fiancé) : Jenny Fisher
- 2017 : Il était une fois une rencontre (Once Upon a Date) : Tiffany Holland
- 2018 : Sur les pistes de l'amour (Love on the Slopes) : Alex Burns

### Clips
- Dance Dance (2005) par Fall Out Boy
- After Hours (2008) par We Are Scientists

## Distinctions
- Nomination au Screen Actors Guild Award du meilleur casting pour une série de comédie en 2008 et 2009 pour 30 Rock.
- Élue « femme vivante la plus sexy du monde » par le magazine Esquire en 2011[2].